# Love Light (早見優の曲)
「Love Light」（ラヴ・ライト）は、1982年7月21日に発売された早見優の2枚目のシングル。発売元はトーラスレコード。

## 概要
表題曲は、ファースト・アルバム『AND I LOVE YOU』収録曲の日本語バージョン。アルバム・バージョンのタイトルは「LOVE-LIGHT」であるが、シングル・バージョンは「Love Light」と、表記が異なっている。
デビュー・シングル「急いで!初恋」と同様に、早見本人が出演した資生堂 ″バスボン ヘアコロンシャンプー・リンス″ のCMイメージソングとして使用された。
B面曲「ガラスの街角」は、「異邦人 -シルクロードのテーマ-」のヒットで知られる久保田早紀が作曲を手掛けている。

## 収録曲
1. Love Light (3分34秒)
作詞：Pia Jackson / 作曲：Jimmy Jackson / 日本語詞：三浦徳子 / 編曲：萩田光雄
2. ガラスの街角 (4分3秒)
作詞：三浦徳子 / 作曲：久保田早紀 / 編曲：松井忠重